# 成長チートでなんでもできるようになったが、無職だけは辞められないようです
『成長チートでなんでもできるようになったが、無職だけは辞められないようです』（せいちょうちーとでなんでもできるようになったが むしょくだけはやめられないようです）とは、時野洋輔による日本のライトノベル。イラストはちりが担当している。略称は「成長チート」。「小説家になろう」より2015年12月から2021年4月まで連載され、書籍版はモーニングスターブックス（新紀元社）より2016年9月から2021年5月まで刊行された。『第四回ネット小説大賞』で金賞を受賞。2021年5月時点でシリーズ累計部数は90万部を突破している。
ComicWalkerにて橋本良太によるコミカライズが2017年11月から連載されている。
作者曰く「ほのぼのハーレム物語」で、シリアス展開はほぼ閑話のみで進めている。

## あらすじ
就活100連敗中の青年、楠一之丞はある日面接に向かう途中、横断歩道で横から暴走したトラックに突っ込まれる。トラックは回避したものの、そのトラックには運転手が盗んだ馬たちが乗っていたため、電柱に衝突したトラックから逃げ出した馬たちに巻き込まれて死亡。異世界に転移する。転移の際に女神からチートを貰ったが、女神側の手違いで、通常はチートは1つだけのところ「経験値20倍」と「必要経験値1/20」の2つのチートをそれぞれ別の女神から貰ってしまう。これにより相乗効果で他人より400倍成長しやすくなった一之丞は、時には女神すら巻き込んで仲間たちと様々な冒険を繰り広げる。

## 世界観
世界の名前は「アザワルド」で、東西南北4つの大陸があり、転生者は「迷い人」と呼ばれている。また、通貨の単位は「センス」で、1センス＝100円。六柱の女神に管理されており、各地には各女神が管理する迷宮がある。迷宮の最奥にはボス部屋があり、さらにそこをクリアすると女神像があってクリア特典が貰えるが、当たりのスキルが貰えることもあればハズレのタワシが貰えることもある。この女神像は、女神本人によって作られ、悪魔の餌となる瘴気を浄化する役目も担っている。

また、途中からイチノジョウが獲得した魔法で創造された世界(マイワールド)の中で話が進むこともある。

## 登場人物

### 主要人物
転生者は前世の名前 / 異世界での名前の順に記載。
楠 一之丞（） / イチノジョウ
本作の主人公。20歳。先述の通り死んで異世界「アザワルド」に転移する。
両親が3年前に事故で他界しており、妹のミリと二人暮らしだった。妹のために迷わず高校を辞めてバイトするなど、人のために自分を犠牲にできる人物である。またミリ曰く「面倒見が良い」とのこと。

アザワルドで無職のままLv20になったところ、存在しないはずの無職スキルを手に入れる。このスキルで第二職業を設定できるようになり、「ファースト職業が無職だと精神的にきつい」と無職を第二職業に移動しようとするが、無職を第一職業から解除すると二度と無職に戻れないことを知る。そのため、周りには秘密にしながら自分は無職を極めようと決意した。その後、ダンジョン踏破時にコショマーレと会い、やはり無職スキルはバグ的存在であったことを知る。戦闘スタイルは、相手の特性や弱点などによって素早く職業を付け替えながら戦闘を進めるというイチノジョウにしかできないものである。また、複数の魔法を同時に扱う、脚でスラッシュの魔法を出すなど他の人にできない魔法やスキルの使い方もし、周囲の人から疑問を抱かれることもある。
楠 ミリ（） / ミリュウ
一之丞の妹で、中学生。僅か三ヶ月で株式投資で一財産を築けるほど頭がよく、またかなりのゲテモノ食いである。兄の死後、自分以外から兄の存在が忘れられていることに気づき、兄が異世界に転移したことを察知する。その後、膨大な計算によって異世界に転移できる時間と場所を導き出し富士山の頂上で自刺（書籍版では焼身自殺）、兄を追ってアザワルドに転移した。実は魔王ファミリス・ラリテイの生まれ変わりで、討伐された後に逆に日本に転移した。「ミリ」という名も、ファミリス・ラリテイの名残だと考えられる。また、重度のブラコンであり、言動から愛情の歪みや重みが見て取れる。
転移後、フロアランスの入口で出会ったノルン、仲間にしたフェンリルと共に、兄を探す旅に出る。
かぐや
ミリがファミリスだった頃よりもさらに前世で、日本人。名前の通りかぐや姫のモデルである。絶世の美女であったが、陰陽師たちに富士の怒りを鎮めるための人身御供にされ、富士山の頂上で体を焼かれた。だが異世界に転移し、魔族として転生、魔王になった。

ハルワタート
白狼族の女性で、18歳。職業は剣士。セトランスの信者である。
勇者と魔王との戦いの時に白狼族が二分した際、父親が魔王側に付いたため、戦争後、父親は死刑、その後長い裁判の後母親は終身刑、ハルワタートは奴隷落ちとなった。その際、ハルワタートがマティアスに買われることになったのは勇者たちの配慮によるもの。

奴隷になって2か月後にオレゲールと初心者迷宮に潜った際に彼に気に入られたが、購入されることを拒否したため購入条件が自由になる10か月後（物語開始の数日後）に買われる予定となった。しかし、山賊を倒したイチノジョウを自分より強いと認め、双方合意でイチノジョウに身請けされる。イチノジョウと迷宮に潜った際、イチノジョウに職業を獣剣士に変更してもらい、その後は獣剣士として闘うことになる。
キャロル
第2章から登場。紫色の髪を持つ半小人族（ハーフミニヒュム）の女性。種族のため小学生くらいに見えるが、実は16歳である。14歳の時に突然ユニーク職業である「誘惑士」が発現し、固定化（通常の神殿では転職できない状態。司教以上の位の者でないと転職できないものもある）してしまう。この職業の固有スキルである「月の魅惑香」の特性は、「夜または太陽の届かない場所で周囲の魔物を全て引き寄せてしまうが、本人は魔物を傷つけない限り襲われない」というものであった。その夜に両親は魔物に殺されてしまい、荷物も荒らされてしまったため、行商人だった両親の商業ギルドへの借金が返せなくなり、奴隷落ちした。職業の特性を利用し、冒険者からよく貸し出されるが、実力を過信していると大量の魔物にやられてしまうため、犠牲者は二桁に上る。

本編では第二章で登場し、自分を借りた冒険者が全員死んだところでイチノジョウとハルワタートに助けられる。この時は、「自分のせいで冒険者たちが死ぬ」と思い、イチノジョウに自分を殺すように懇願するなど、生きる希望を失っていた。キングミノタウロス戦後、イチノジョウの言葉に勇気をもらい、かつ職業変更によって職業を誘惑士から平民に変更してもらったことで、生きる希望を取り戻した。そしてイチノジョウに身請けされ、商人の知識と頭の回転の速さを生かしてイチノジョウたちを助けていく。自分が誘惑士でなくなったのはトレールールのおかげだという嘘をイチノジョウに聞いたため、本当はイチノジョウが変えたと知った今でもトレールールの信者である。
桜 真梨菜（） / マリナ
第3章から登場。イチノジョウと出会う一年前にアザワルドに来た日本人転生者で、21歳と実はイチノジョウより年上である。職業はユニーク職業の大道芸人で、固有スキルの大道芸を持っている。転生の際、トレールールにいろんな人と仲良くなれる天恵が欲しいと頼んだところ、大道芸人の職業をプレゼントされる。しかし元々の内気な性格が災いし大道芸ができず、金がなくなって奴隷落ち。カノンに買われ、付けている間はあがり症がなくなる（と思っているだけで実際は普通の）仮面を貰い、二人で世界を旅していた。この仮面を付けると別人格の「マリーナ」になる。

初登場時、カノンの店にいたイチノジョウたちのところにマリーナの状態で現れた。稼ぎが足りずカノンに売られそうになっていたが、売らない条件としてお使いを頼まれ、イチノジョウたちと一緒にダキャットへ向かう。
また、猫と人形相手だと、別人のように饒舌になる。
マリーナ
マリナの別人格。マリナが仮面を付けることでこの人格になる。大道芸をする時はこの人格で行う。高所恐怖症でもある。マリナのことをとても大切に思っており、いつか自分が必要なくなって消えることを望んでいる。

### フロアランスの人々
マーガレット
服屋の店主で、下宿も営んでいる。いわゆるオカマ。元冒険者で、思いを寄せていた相方の男性を魔物に殺されて冒険者を辞め、そしてオカマになった過去をもつ。職業は冒険者時代は拳闘士、今は裁縫士。
ノルン
自警団に所属し、街や迷宮の門番などをしている女性。職業は見習い槍士。イチノジョウがアザワルドで出会った初めての人間でもある。迷宮の巡回をしていたところ盗賊に捕まり、イチノジョウとハルワタートに助けられる。イチノジョウに気がある様子だが、ハルワタートなどの存在があるため身を引いている。
マティアス
「白狼の泉」という店を営む奴隷商の男性。兎を買い取って貰えず困っていたイチノジョウに冒険者である奴隷の代理（ハルワタート）を立てて手続きする方法を提案する。また、ノルンが盗賊に捕まった際には、ハルワタートの意思を尊重し、イチノジョウに貸し出しを許した。
ジョフレ、エリーズ
冒険者のカップル。よく2人合わせて「ジョフエリ」と呼ばれる。ジョフレは赤髪で見習い剣士の男性で、エリーズは青髪で鞭使いの女性。どちらも18歳前後。泥棒や落書きなどの主に軽い犯罪を繰り返している小悪党で街で知らない人はいないくらいだが、本人たちは頭が弱すぎて犯罪の自覚がない。イチノジョウとハルワタートがフロアランスを出る直前に一緒に迷宮に潜り、その時の依頼の報酬金で馬(実際はロバだった)を買って、イチノジョウ、ハルワタートと分かれてベラスラへ向かった。

ベラスラに向かう旅の途中、隠された未発見の迷宮を偶然発見。そこでアイテムバッグを手に入れるが、同時に意図せずして魔王の封印の一つを解いてしまう。その後下にあった穴に落ち、落ちた先でキングミノタウロスを倒したイチノジョウたちと再会する。イチノジョウのことは最初は「初心者（ルーキー）」、第一章の終わりからは「ジョー」と呼んでいる。
カッケ
オレゲールの部下で、職業は拳闘士。ハルワタートを買ったイチノジョウにちょっかいをかけ、ギルド内にある舞台での戦いを持ちかけた。が、試合開始と同時に腹に掌底を叩き込まれ、保険として用意した3人の見習い魔術師も魔法で倒された。その上、もう絡まれないように見せしめにしようと考えたイチノジョウに左膝から下をスラッシュで切り落とされた（なおイチノジョウはこのことに罪悪感を感じている）。

### ベラスラの人々
クインス
奴隷商館を営む40歳ほどの女性。妖艶な雰囲気で、甘いタバコを吸っている。キャロルが誘惑士でなくなり、イチノジョウに身請けされて奴隷商館を出ていく際には、嬉しいような悲しいような表情で見送った。
ゴルサ
国営カジノの店長で、職業はギャンブラー。ルーレットで、5点賭けならほぼ百発百中のハルワタートですら欺ける腕の持ち主。

### ダキャットの人々
国名の意味は、「(少し)大きい猫(※ダ＝デカの略)」で、ケット・シーのことを指す。
鈴木 浩太（） / コータ
第3章から登場。日本からの転生者で、勇者を名乗っているが職業は聖騎士。小麦アレルギー持ち。奴隷を3人連れていて、ハルワタートたちと同じように全員が自分の意思で従っている。ちなみに聖騎士は貴族しかなれない職業であり、したがって鈴木は貴族である。また、マイル、キャンシー、シュレイルに対して別々の理由があって誰とも関係を持つことができないため、DTである。
マイル
鈴木の奴隷の一人。職業は見習い法術師。奴隷商人に捕まっていたところを鈴木に助けてもらい、恩を返すため奴隷となった。
キャンシー
鈴木の奴隷の一人。職業は剣士。剣術大会で鈴木に負け、無理を言って鈴木に買ってもらった。鈴木に勝つまでは奴隷で居続けると決心している。
シュレイル
鈴木の奴隷の一人。職業は呪術師。幼い見た目をしている。村を盗賊から鈴木に救ってもらい、鈴木についていくと決めた。盗賊に村が襲われた際盗賊に拐われ、無理やり隷属の首輪を付けられて乱暴されたため、心に傷を負っている。
フリオ、スッチーノ
ダキャットの首都・フェルイトで名の知れた不良グループ・秘密結社マサクルのリーダーと副総統。フリオはノルンを捕まえた山賊・ナルべの甥である。フリオはナルべを尊敬しているため、ナルべを捕まえたイチノジョウとハルワタートを恨んでいるが、実際に2人に会ったことに全く気づいていない。ヴァルフから受けた依頼の途中、ジョフレ、エリーズ、ケンタウロスに出会う。
ミルキー
BLが好きなセカンドチルドレンの少女。「ピンキーパンツ」名義で版画印刷で本を大量生産して販売、フェルイトの隠れ特産品にもなっている。平民でありながら本で稼いだ金で魔記者に転職。フリオとスッチーノに依頼に同行させられ、二人のカップリングを想像して鼻血を出して倒れるなど変態ぶりを発揮する。しかし、いざという時には冷静で的確な判断を下すことができ、戦闘時も頭を使って戦うことができる。
猫使いの男
セカンドチルドレンで、ミルキーのおじ。職業が猫使いであるためこう呼ばれている。同人誌の作画も担当していて、筋骨隆々な体格とは裏腹に絵が可愛い。
ケット・シーに持っていたマタタビを全て盗まれ、そのお礼だといって勝手に職業を変更された経緯がある。しかも猫使いはケット・シーの神官にしか変更できず、ケットシー自体神出鬼没であるため、一度転職したら元に戻ることは難しい。そのため男は、ケットシーと対立する猫人族の価値を上げるために、猫耳の少女の絵を描き続けている。

### ケット・シーの村の人々
web版にのみ登場。
ステラ
ケット・シーで、職業は料理人。マタタビの採取の間の護衛と魔物討伐の依頼のため、ダキャットの冒険者ギルドに来た。

### 勇者パーティー
アレッシオ・マグナール
12年前にハッグ、ダイジロウと共に魔王ファミリスを討伐した勇者。28歳。ハッグからは「アレオ」と呼ばれている。生まれた時から勇者の一人として他の勇者と共に教会で育てられ、その後ハッグやダイジロウと出会ったことで「勇者としての駒の一つ」ではなく本当の意味での「自分」を見つけることができた。教会に実質軟禁されている状態だったが、ハッグから魔王の封印の一角が解かれた（ジョフエリがうっかり解いてしまった）ことを聞かされ、旅に出ることになった。戦闘になると興奮状態になり、自らの衝動を抑えることができない。
ハッグ
魔術師。元々長髪であり、自分の髪を自慢していたが、実験中の事故のため禿頭になってしまった。
ダイジロウ
イチノジョウと同じく日本からの転生者で、名前で勘違いしやすいが女性である。職業は魔法技師。物語開始の12年前に魔王討伐、そして転生者に向けた手記を残すなど物語開始時点でかなりの影響を残している。また、「ビッグセカンド」名義で様々な本を書いていたが、そのうちR18同人誌（イチノジョウや鈴木からはDと呼ばれている）を制作し始め、女神同士の百合作品に手を出した結果、禁書扱いとなり、書いてきた作品が半分以上女神教会に回収されてしまった。ちなみに、ビッグセカンドの作品の隠れファンをセカリアン、影響を受けた同人作家たちをセカンドチルドレンと呼び、今もアザワルドの各地でこっそりとセカンドチルドレンたちが同人誌を書き続けている。

### 王族・貴族
オレゲール＝ロブッティ
ハルワタートを買おうとしていた貴族で、男爵家・ロブッティ家の嫡男。家が冒険者ギルドに多額の投資をしているため、イチノジョウにハルワタートを買うために冒険者ギルドへ圧力を掛けていると勘違いされていた。しかし、実際はそんなことはなく、ハルワタートを買うために彼女より強くなろうとしていた。

セバスタンと共にキャロルを使ってレベリングしていたところ大量のミノタウロスに追い詰められ、もうダメかと思われていたがイチノジョウとハルワタートに助けられた。その後、ボス部屋ではハルワタートに強くなったところを見せようと、キングミノタウロス相手に攻撃するが効かず、またもイチノジョウに助けられた。イチノジョウの強さを目の当たりにし、ハルワタートの主人となることを認めた。ミノタウロスに追い詰められ、キャロルを殺そうというセバスタンの提案を即時却下するなど、仲間を犠牲にはできない正義感ある一面も見られる。
セバスタン
オレゲールの執事で、職業は執事戦士。迷宮でのミノタウロスとの戦いで脚を負傷し、さらにキングミノタウロスの攻撃からオレゲールをかばって死にかけたが、イチノジョウのプチヒールと薬師による増血剤投与により一命を取り留めた。

### 女神
女神は共通して読心術を持っている。
コショマーレ
成長や豊作を司る女神で、イチノジョウが最初に出会った神。ふくよかで、イチノジョウからは心の中で度々「オーク女神様」と呼ばれているが、心を読めるので毎回キレる。
トレールール
子供のような見た目をしている女神で、イチノジョウが2番目に出会った女神。享楽や賭博を司り、楽に生きることを良しとする。本人も怠惰。また、当作品の続編にあたる別作品にも登場する。
セトランス
ワルキューレのような見た目をしている、戦いや勝利を司る女神。ダキャットではセトランス教が国教となっている。初登場時、ダキャットの女神像の異変を解決したイチノジョウたちを女神の空間に招き入れ、加護を授けた。
ライブラ
調和や秩序、均衡を司る。マイワールドの中で初登場。
ミネルヴァ
魔術や呪術、妖術の女神。ミリがかぐやだった時にアザワルドに転移する際、出会った女神でもある。

### その他
カノン
マリーナとグルになって、ダキャットとコラットの境目の橋の上で詐欺まがいの商売をやっていた。凄腕の魔剣職人でもあり、さらにその正体は悪魔である。だが、マリナのことは大切に思っている。
ヴァルフ
魔王軍の第三将軍。正体はヴァンパイアであり、不死に近い力を持つ。元人間だが、人間を見下し、自らの駒として使う。また、コウモリの姿に変身し、分身することもできるが、コウモリに変身している時は不死の力を失ってしまう。主にコラット側に関与してダキャットとコラットの共倒れを狙ったが、それを快く思わなかった人物がスッチーノに依頼したことで阻止された。
ケンタウロス
ジョフレとエリーズが馬だと勘違いして買ったロバ（スロウドンキー）。スピードはないが力の強い魔物である。魔物のはずなのにキャロルのスキルに反応せず魔物除けの香も効かない。
フユン
イチノジョウたちの馬車を引く馬（ホワイトホース）。買ったのはハルワタート、名付けたのはイチノジョウ。ハルワタートにしか懐いていない。
ポチ
鈴木たちのワイバーン。卵の頃から鈴木に育てられている。名付けたのも鈴木。
ピオニア
トレールールがイチノジョウに与えたホムンクルス。
名前は本人、イチノジョウ、ハルワタート、キャロルの4人で話し合って決めた。
マイワールドについての様々な知識を有していてMPに上限がなく、イチノジョウからの命令でマイワールドを開拓できるが、何もしなくてもMPを1日ごとに1消費してしまう。そのため、粘膜や汗腺を通して他者からMPを補給する必要がある。
その他にも体全体を変化させることができ、手を工具や武器に変形させることや、他者への変身が可能。

## 既刊一覧

### 小説
- 時野洋輔（著）・ちり（イラスト） 『成長チートでなんでもできるようになったが、無職だけは辞められないようです』 新紀元社〈モーニングスターブックス〉、全13巻
  1. 2016年9月12日発売[8]、ISBN 978-4-7753-1417-3
  2. 2017年1月18日発売[9]、ISBN 978-4-7753-1467-8
  3. 2017年5月22日発売[10]、ISBN 978-4-7753-1497-5
  4. 2017年9月22日発売[11]、ISBN 978-4-7753-1542-2
  5. 2018年1月22日発売[12]、ISBN 978-4-7753-1575-0
  6. 2018年5月31日発売[13]、ISBN 978-4-7753-1597-2
  7. 2018年10月18日発売[14]、ISBN 978-4-7753-1632-0
  8. 2019年2月22日発売[15]、ISBN 978-4-7753-1705-1
  9. 2019年6月22日発売[16]、ISBN 978-4-7753-1734-1
  10. 2019年10月21日発売[17]、ISBN 978-4-7753-1782-2
  11. 2020年3月13日発売[18]、ISBN 978-4-7753-1818-8
  12. 2020年7月20日発売[19]、ISBN 978-4-7753-1848-5
  13. 2021年5月19日発売[20]、ISBN 978-4-7753-1909-3

### 漫画
- 橋本良太（漫画）・時野洋輔（原作）・ちり（キャラクター原案） 『成長チートでなんでもできるようになったが、無職だけは辞められないようです』 KADOKAWA〈MFコミックス〉、既刊27巻（2025年6月23日現在）
  1. 2018年3月22日発売[21][22]、ISBN 978-4-04-069778-9
  2. 2018年7月23日発売[23]、ISBN 978-4-04-069972-1
  3. 2018年11月21日発売[24]、ISBN 978-4-04-065272-6
  4. 2019年3月20日発売[25]、ISBN 978-4-04-065572-7
  5. 2019年7月22日発売[26]、ISBN 978-4-04-065824-7
  6. 2019年11月22日発売[27]、ISBN 978-4-04-064163-8
  7. 2020年3月23日発売[28]、ISBN 978-4-04-064466-0
  8. 2020年7月22日発売[29]、ISBN 978-4-04-064767-8
  9. 2020年11月21日発売[30]、ISBN 978-4-04-065974-9
  10. 2021年3月22日発売[31]、ISBN 978-4-04-680286-6
  11. 2021年6月23日発売[32]、ISBN 978-4-04-680480-8
  12. 2021年9月21日発売[33]、ISBN 978-4-04-680726-7
  13. 2021年12月22日発売[34]、ISBN 978-4-04-680963-6
  14. 2022年3月22日発売[35]、ISBN 978-4-04-681249-0
  15. 2022年6月23日発売[36]、ISBN 978-4-04-681454-8
  16. 2022年9月22日発売[37]、ISBN 978-4-04-681703-7
  17. 2022年12月23日発売[38]、ISBN 978-4-04-681987-1
  18. 2023年3月23日発売[39]、ISBN 978-4-04-682272-7
  19. 2023年6月22日発売[40]、ISBN 978-4-04-682515-5
  20. 2023年9月22日発売[41]、ISBN 978-4-04-682809-5
  21. 2023年12月21日発売[42]、ISBN 978-4-04-683101-9
  22. 2024年3月23日発売[43]、ISBN 978-4-04-683401-0
  23. 2024年6月21日発売[44]、ISBN 978-4-04-069778-9
  24. 2024年9月21日発売[45]、ISBN 978-4-04-683938-1
  25. 2024年12月23日発売[46]、ISBN 978-4-04-684289-3
  26. 2025年3月22日発売[47]、ISBN 978-4-04-684598-6
  27. 2025年6月23日発売[48]、ISBN 978-4-04-684830-7